# Maria Grillo
Maria Grillo (Bolonia, 1968) es una botánica, fitogeógrafa, aerobióloga, profesora, taxónoma, conservadora, y exploradora italiana.

## Carrera
En 1990, se graduó por la Universidad de Trieste en Ciencias Naturales; y, en 1991 en Ciencias Biológicas.
Desarrolló actividades académicas y científicas en el Departamento de Botánica de la Universidad de Trieste, y desde 2010, en el Departamento de Ciencias Biológicas, Ecológicas y Ambientales, Universidad de Catania.

## Algunas publicaciones
- juri Nascimbene, renato Benesperi, giorgio Brunialti, inmacolata Catalano, marilena Vedove, maria Grillo, deborah Isocrono, et al. 2013. Patterns and drivers of β-diversity and similarity of Lobaria pulmonaria communities in Italian forests. J. Ecol. 101 (2): 493 - 505 DOI 10.1111/1365-2745.12050

### Libros
- salvatore Brullo, maria Grillo, maria carmen Terrasi. 1976. Ricerche fitosociologiche sui pascoli di Monte Lauro (Sicilia meridionale). Pubblicazioni dell'Istituto di botanica dell'Università di Catania. Ed. Tip. Ospizio di Beneficenza. 104 p.

### Membresías
- Sociedad Botánica Italiana.[6]

### Eponimia
- La abreviatura «Grillo» se emplea para indicar a Maria Grillo como autoridad en la descripción y clasificación científica de los vegetales.[7]